# Marcel Granet
Marcel Granet (Luc-en-Diois (Droma), 29 de febrer del 1884 - Sceaux (Alts del Sena), 25 de novembre del 1940) fou un sinòleg i sociòleg francès, professor a l'École pratique des hautes études i a l'École des Langues Orientales. Malgrat que les seves obres siguin antigues, han estat reeditades regularment, fet poc habitual dins les ciències humanes. Alguns dels títols publicats per Granet són: La religion des Chinois (1922); La civilisation chinoise. La vie publique et la vie privée (1929); i La pensée chinoise (1934).
Com a seguidor d'Émile Durkheim i d'Édouard Chavannes, Granet fou un dels primers en aplicar mètodes sociològics a l'estudi de la Xina.

## Biografia
El 1904, Granet fou admès a l'École Normale Supérieure. El 1907, començà a ensenyar història al liceu de Bastia, a l'illa de Còrsega. Després de la seva agregació en història, es troba amb André d'Hormon (1881-1965), especialista en Xina. Va ser el seu mestre, Édouard Chavannes, qui suggerí a Granet que el seu interès en el feudalisme el podia conduir a l'estudi de la sinologia. Ek 1912, envia a Édouard Chavannes l'article «Coutumes matrimoniales de la Chine antique» a petició d'aquest últim, i que Chavannes publica a Toung pao, una gran revista sinològica. El març d'aquell any, Granet es troba enmig de la Revolució xinesa que fa caure la dinastia Qing.
El 1913 és nomenat professor a l'École Pratique des Hautes Études i el 1920 es converteix en professor a la Sorbonne, el mateix any en què rep el seu doctorat. El 1926 esdevé el primer director de l'Institut de Hautes Études Chinoises de la Sorbonne, així com professor de l'École des Langues Orientales de París.
Granet va rebre la Croix de Guerre pels seus serveis a la Primera guerra mundial.

## Influència
Granet va ser una mena de pioner en les ciències socials que es va convertir en sinòleg buscant una comprensió general dels fenòmens socials. Després del seu interès inicial per la història, el contacte amb les idees de Durkheim el van portar a desenvolupar uns interessos sociològics més amplis.
Com a sinòleg, Granet se centrà en l'estudi directe de les fonts, establint el principi que la barrera de l'idioma no era excusa per a un nivell menor d'exigència en l'ús rigorós de les fonts.

## Obra
- Fêtes et chansons anciennes de la Chine (1919), París, Albin Michel, 1982.
- La religion des Chinois (1922), París, Albin Michel, 2010.
- Danses et légendes de la Chine ancienne, París, 1926.
- La civilisation chinoise. La vie publique et la vie privée (1929), París, Albin Michel, 1998.
- La pensée chinoise (1934), París, Albin Michel, 1999.
- Études sociologiques sur la Chine, París, 1953.